# Priacodon
Priacodon — вимерлий рід пізньоюрських евтриконодонтових ссавців із формації Алкобаса в Португалії та формації Моррісон на середньому заході США. Він присутній у стратиграфічних зонах 4–6 останнього. Рід містить чотири відомі види: Priacodon ferox, Priacodon fruitaensis, Priacodon lulli, Priacodon robustus.

## Щелепа й зуби
Дослідження щелепи та зубів пріакодона свідчить про те, що евтриконодонти, хоча й спеціалізувалися на м'ясоїдстві, мали більш пасивний поворот щелепи, ніж сучасні теріанські м'ясоїдні тварини. Це також демонструє, що оклюзія амбразури була присутня у всіх евтриконодонтів.